# Philip Leder
Philip Leder   (Washington DC, 19 de novembre de 1934 - Chestnut Hill, 2 de febrer de 2020) va ser un genetista estatunidenc. Va estudiar a la Universitat Harvard, on va graduar-se el 1956. El 1960, es va graduar també a l'Escola de medicina de Harvard. Va ser el President fundador del Departament de Genètica a l'Escola de Medicina de Harvard i va ser guardonat amb el Premi Lasker i la Medalla Nacional de Ciències.
És conegut pel seu treball amb Marshall Nirenberg en la investigació del codi genètic i l'experiment de Nirenberg i Leder. Des d'aquest experiment, va fer moltes contribucions seminals en els camps de la genètica molecular, immunologia i la base genètica del càncer. El 1988, Leder i Timothy Stewart van rebre la primera patent en un animal modificat genèticament, l' "oncoratolí", un ratolí amb gens injectats al seu embrió per incrementar la susceptibilitat al càncer, que ha estat utilitzat en l'estudi de laboratori de teràpia contra el càncer.